# 緑町 (蒲郡市)
緑町（みどりまち）は、愛知県蒲郡市の地名。

## 地理
蒲郡市南部に位置する。東は御幸町、西は神ノ郷町に接する。

### 河川
- 落合川[1]

## 歴史

### 人口の変遷
国勢調査による人口および世帯数の推移。
| 1995年（平成7年）  | 290世帯 859人 |  |
| 2000年（平成12年） | 309世帯 870人 |  |
| 2005年（平成17年） | 359世帯 930人 |  |
| 2010年（平成22年） | 359世帯 895人 |  |
| 2015年（平成27年） | 380世帯 890人 |  |
| 2020年（令和2年）  | 446世帯 963人 |  |

### 沿革
- 1965年（昭和40年） - 蒲郡市蒲郡町の一部により、同市緑町が成立[2]。

## 交通
- 都市計画道路蒲郡環状線[1]
- 愛知県道蒲郡碧南線[1]

## 施設
- 市民体育センター[1]
- 蒲郡市立中央小学校[1]
- 蒲郡警察署[1]

### WEB
1. ↑  “愛知県蒲郡市の町丁・字一覧”.   人口統計ラボ. 2024年1月22日閲覧。
2. 1 2  総務省統計局 (2022年2月10日). “令和2年国勢調査の調査結果(e-Stat) - 男女別人口，外国人人口及び世帯数－町丁・字等” (CSV). 2023年8月2日閲覧。
3. ↑  “愛知県蒲郡市の郵便番号一覧”.   日本郵便. 2024年1月22日閲覧。
4. ↑  “市外局番の一覧” (PDF).   総務省 (2022年3月1日). 2022年3月22日閲覧。
5. ↑  “ナンバープレートについて”.   一般社団法人愛知県自動車会議所. 2024年1月21日閲覧。
6. ↑  総務省統計局 (2014年3月28日). “平成7年国勢調査の調査結果(e-Stat) - 男女別人口及び世帯数 －町丁・字等” (CSV). 2021年7月20日閲覧。
7. ↑  総務省統計局 (2014年5月30日). “平成12年国勢調査の調査結果(e-Stat) - 男女別人口及び世帯数 －町丁・字等” (CSV). 2021年7月20日閲覧。
8. ↑  総務省統計局 (2014年6月27日). “平成17年国勢調査の調査結果(e-Stat) - 男女別人口及び世帯数 －町丁・字等” (CSV). 2021年7月21日閲覧。
9. ↑  総務省統計局 (2012年1月20日). “平成22年国勢調査の調査結果(e-Stat) - 男女別人口及び世帯数 －町丁・字等” (CSV). 2021年7月21日閲覧。
10. ↑  総務省統計局 (2017年1月27日). “平成27年国勢調査の調査結果(e-Stat) - 男女別人口及び世帯数 －町丁・字等” (CSV). 2021年7月21日閲覧。

### 書籍
1. 1 2 3 4 5 6 7 8  「角川日本地名大辞典」編纂委員会 1989, p. 1660.
2. ↑  「角川日本地名大辞典」編纂委員会 1989, p. 1281.